# 蘭開斯特 (亞利桑那州)
蘭開斯特（英語：Lancaster）是位於美國亞利桑那州亞瓦派縣的一個非建制地區。該地的面積和人口皆未知。

## 地理
蘭開斯特的座標為34°18′49″N 111°42′56″W / 34.31361°N 111.71556°W，而該地的平均海拔高度為890米（即2920英尺）。